# Майор милиции
Майор милиции — специальное звание высшего начальствующего состава милиции НКВД и МВД СССР в 1936—1943 годах. По рангу равнялось майору государственной безопасности в НКВД, комбригу в РККА и капитану 1-го ранга в РККФ. В 1943 году звание «майор милиции» было уравнено с армейским званием «майор». В милиции СССР просуществовало до 1991 года, в милиции РФ сохранилось вплоть до переформирования милиции в полицию.

## История звания
Звание майора милиции было введено Постановлением ЦИК СССР и СНК СССР от 26 апреля 1936 года объявленным приказом НКВД № 157 от 5 мая 1936 года для начальствующего состава органов рабоче-крестьянской милиции НКВД СССР.
Данная система просуществовала до 9 февраля 1943 года, когда Указом Президиума Верховного Совета СССР «О званиях начальствующего состава органов НКВД и милиции» были введены новые специальные звания, сходные с общевойсковыми.
| младшее звание: Капитан милиции | Майор милиции | старшее звание: Старший майор милиции |

## Знаки различия
Таблица 1.
| 1935 | 1939 | 1939 | 1943 | 1947 | 1958-1961 | 1958-1961 | 1958-1961 |
| ---- | ---- | ---- | ---- | ---- | --------- | --------- | --------- |
|      |      |      |      |      |           |           |           |

## Примеры присвоения
- Альтберг, Александр Карлович
- Белоногов, Савва Фёдорович
- Бодунов, Иван Васильевич
- Кроль, Ефим Моисеевич
- Рассказов, Леонид Петрович
- Самойлов, Иван Дмитриевич